# Acrotomodes grisea
Acrotomodes grisea är en fjärilsart som beskrevs av Thierry-mieg 1907. Acrotomodes grisea ingår i släktet Acrotomodes och familjen mätare. Inga underarter finns listade i Catalogue of Life.